# Vukovsko polje
Vukovsko polje je krško polje u Bosni i Hercegovini
Administrativno pripada općini Kupres, Hercegbosanska županija. S dnom na 1170 metara nadmorske visine jedno je od najviših u Dinaridima. Kroz polje protiče rijeka ponornica Vođenica koja kroz Ravanjska vrata prelazi u Ravanjsko polje. Površina mu iznosi 35 km2. Od Kupreškog polja dijele ga Lupoglav (1448 m), Crni vrh (1506 m) i Osoje (1439 m), a od Ravanjskog Ravašnica (1565 m).
U polju se nalazi naselje Donje Vukovsko.